# Amphoe Chum Saeng
Amphoe Chum Saeng (Thai: อำเภอ ชุมแสง) ist ein Landkreis (Amphoe – Verwaltungs-Distrikt) in der Provinz Nakhon Sawan. Die Provinz Nakhon Sawan liegt im südlichen Teil der Nordregion von Thailand.

## Geographie
Benachbarte Distrikte (von Norden im Uhrzeigersinn): die Amphoe Pho Thale und Bang Mun Nak der Provinz Phichit sowie die Amphoe Nong Bua, Tha Tako, Mueang Nakhon Sawan und Kao Liao der Provinz Nakhon Sawan.

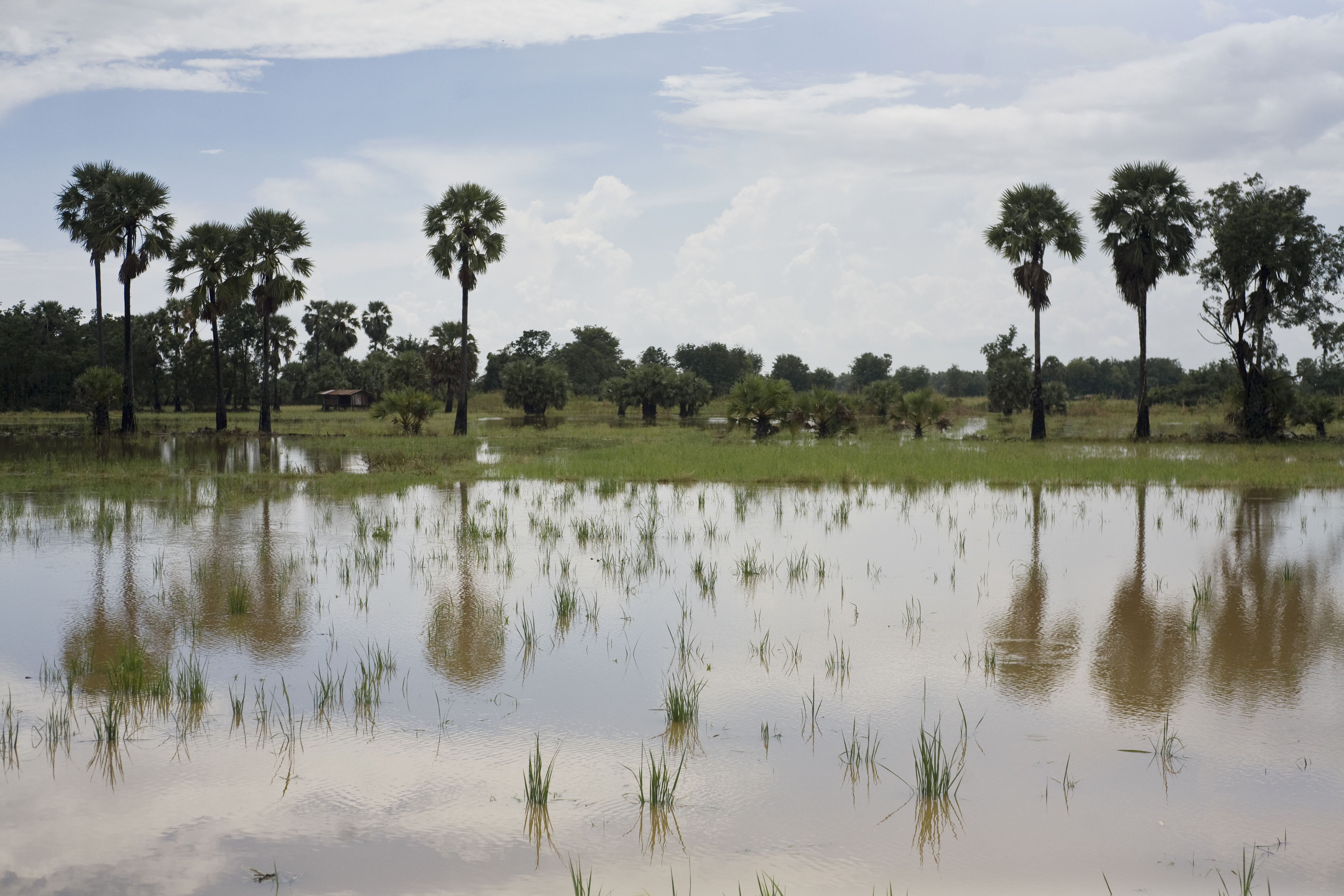
Palmyrapalmen und Reisfelder in Koei Chai, Chum Saeng (2009)

In Amphoe Chum Saeng mündet der Fluss Mae Nam Yom in den Mae Nam Nan. Am südlichen Rand des Bezirks befindet sich der Sumpf Bueng Boraphet, das größte Süßwasserfeuchtgebiet Thailands.

## Geschichte
Das Gebiet des heutigen Landkreises Chum Saeng wurde gegen Ende des 19. Jahrhunderts von der Regierung zunächst als Tambon Koei Chai eingerichtet, indem einige Teile des Mueang-Distrikts von Nakhon Sawan abgetrennt wurden. Im Jahr 1903 wertete das Innenministerium den Tambon auf zu Amphoe Phan Lan, genannt nach dem zentralen Tambon. Der Name wurde jedoch einige Jahre später wieder zurück in Koei Chai umbenannt. Als das Verwaltungsgebäude 1915 auf das westliche Ufer des Mae Nam Nan verlegt wurde, bekam der Distrikt seinen heutigen Namen: Amphoe Chum Saeng.

## Etymologie
Der Name Chum Saeng in Thai kann einmal der Name einer Pflanze sein, deren Bestandteile für medizinische Zwecke genutzt werden können: Xanthophyllum glaucum (Xantophyllaceae). Eine andere Bedeutung kann von Khlang Saeng (คลังแสง – Waffenlager) herrühren, da sich in dieser Gegend in der Regierungszeit von König Taksin ein Waffenlager befand.

## Verwaltung

### Provinzverwaltung
Der Landkreis Chum Saeng ist in zwölf Tambon („Unterbezirke“ oder „Gemeinden“) eingeteilt, die sich weiter in 126 Muban („Dörfer“) unterteilen.
| Nr. | Name          | Thai       | Muban | Einw. |
| --- | ------------- | ---------- | ----- | ----- |
| 01. | Chum Saeng    | ชุมแสง      | 0-    | 8.563 |
| 02. | Thap Krit     | ทับกฤช      | 14    | 9.338 |
| 03. | Phikun        | พิกุล        | 10    | 3.476 |
| 04. | Koei Chai     | เกยไชย     | 17    | 7.863 |
| 05. | Tha Mai       | ท่าไม้       | 15    | 8.167 |
| 06. | Bang Khian    | บางเคียน    | 14    | 5.437 |
| 07. | Nong Krachao  | หนองกระเจา | 14    | 4.349 |
| 08. | Phan Lan      | พันลาน      | 08    | 4.300 |
| 09. | Khok Mo       | โคกหม้อ     | 08    | 4.377 |
| 10. | Phai Sing     | ไผ่สิงห์      | 10    | 3.084 |
| 11. | Kha Mang      | ฆะมัง       | 08    | 3.740 |
| 12. | Thap Krit Tai | ทับกฤชใต้    | 08    | 3.360 |

### Lokalverwaltung
Es gibt eine Kommune mit „Stadt“-Status (Thesaban Mueang) im Landkreis:
- Chum Saeng (Thai: เทศบาลเมืองชุมแสง) bestehend aus dem kompletten Tambon Chum Saeng.

Es gibt eine Kommune mit „Kleinstadt“-Status (Thesaban Tambon) im Landkreis:
- Thap Krit (Thai: เทศบาลตำบลทับกฤช) bestehend aus Teilen des Tambon Thap Krit.

Außerdem gibt es elf „Tambon-Verwaltungsorganisationen“ (องค์การบริหารส่วนตำบล – Tambon Administrative Organizations, TAO)
- Thap Krit (Thai: องค์การบริหารส่วนตำบลทับกฤช) bestehend aus Teilen des Tambon Thap Krit.
- Phikun (Thai: องค์การบริหารส่วนตำบลพิกุล) bestehend aus dem kompletten Tambon Phikun.
- Koei Chai (Thai: องค์การบริหารส่วนตำบลเกยไชย) bestehend aus dem kompletten Tambon Koei Chai.
- Tha Mai (Thai: องค์การบริหารส่วนตำบลท่าไม้) bestehend aus dem kompletten Tambon Tha Mai.
- Bang Khian (Thai: องค์การบริหารส่วนตำบลบางเคียน) bestehend aus dem kompletten Tambon Bang Khian.
- Nong Krachao (Thai: องค์การบริหารส่วนตำบลหนองกระเจา) bestehend aus dem kompletten Tambon Nong Krachao.
- Phan Lan (Thai: องค์การบริหารส่วนตำบลพันลาน) bestehend aus dem kompletten Tambon Phan Lan.
- Khok Mo (Thai: องค์การบริหารส่วนตำบลโคกหม้อ) bestehend aus dem kompletten Tambon Khok Mo.
- Phai Sing (Thai: องค์การบริหารส่วนตำบลไผ่สิงห์) bestehend aus dem kompletten Tambon Phai Sing.
- Kha Mang (Thai: องค์การบริหารส่วนตำบลฆะมัง) bestehend aus dem kompletten Tambon Kha Mang.
- Thap Krit Tai (Thai: องค์การบริหารส่วนตำบลทับกฤชใต้) bestehend aus dem kompletten Tambon Thap Krit Tai.